# Бешер-Белинский, Леонид Борисович
Леонид Борисович Бешер-Белинский (05.02.1926 — 2015/16) — главный инженер Северного рудоуправления и директор Южного рудоуправления Навоийского ГМК, лауреат Государственной премии СССР.

## Биография
Родился 5 февраля 1926 года в местечке Бершадь Винницкой губернии. С 8-месячного возраста жил с бабушкой в местечке Тростянец, с 1930 года — с матерью в г. Сталино (Донецк).
После начала войны эвакуировался в Ташкент, там окончил среднюю школу (1943) и Среднеазиатский индустриальный институт (1948, горный факультет).
- 1948—1953 начальник участка, начальник рудничного транспорта, главный инженер рудника рудоуправления № 13 (г. Майлисай),
- 1953—1962 заместитель главного инженера рудоуправления № 22 (г. Янгиабад) Ленинабадского горно-химического комбината,
- 1962—1963 главный инженер Северного рудоуправления НГМК (г. Учкудук).
- 1963—1966 заместитель начальника горного отдела НГМК.
- 1966—1971 директор Южного рудоуправления, заместитель начальника горного отдела НГМК.
- 1971—1974 начальник горного отдела СредазНИПИпромтехнологии (Ташкент).
- 1974—1995 главный инженер проекта по Навоийскому ГМК, ПромНИИпроект.

С 1995 года на пенсии. В том же году эмигрировал в Израиль, жил в г. Нетания.

## Награды
Лауреат Государственной премии СССР за 1985 год за работы по эффективному восстановлению важных деталей с нанесением твердосплавных порошковых материалов (в составе коллектива: В. Д. Николаев, И. В. Дорофеичев, А. П. Суворов, Н. Ф. Шереметьев, Л. М. Демич, Р. С. Садыков, Л. Бешер-Белинский, В. П. Щепетков, В. С. Горуля, Е. Г. Тарубаров, М. К. Пименов). Награждён орденом Трудового Красного Знамени, медалями. Заслуженный инженер Узбекской ССР (1982).

## Сочинения
- Бешер-Белинский Л. Б. [Отрывки из книги «Взгляд изнутри»]// Воспоминания ветеранов ВНИПИпромтехнологии. — М., 2021. — С. 40—60.
- Бешер-Белинский Л.Б. Взгляд изнутри: Книга. 2. - Published in Canada by Altaspera Publishing &. Literary Agetncy Inc., 2013. 685 с.; то же: Книга 3, 2014.